# 防空

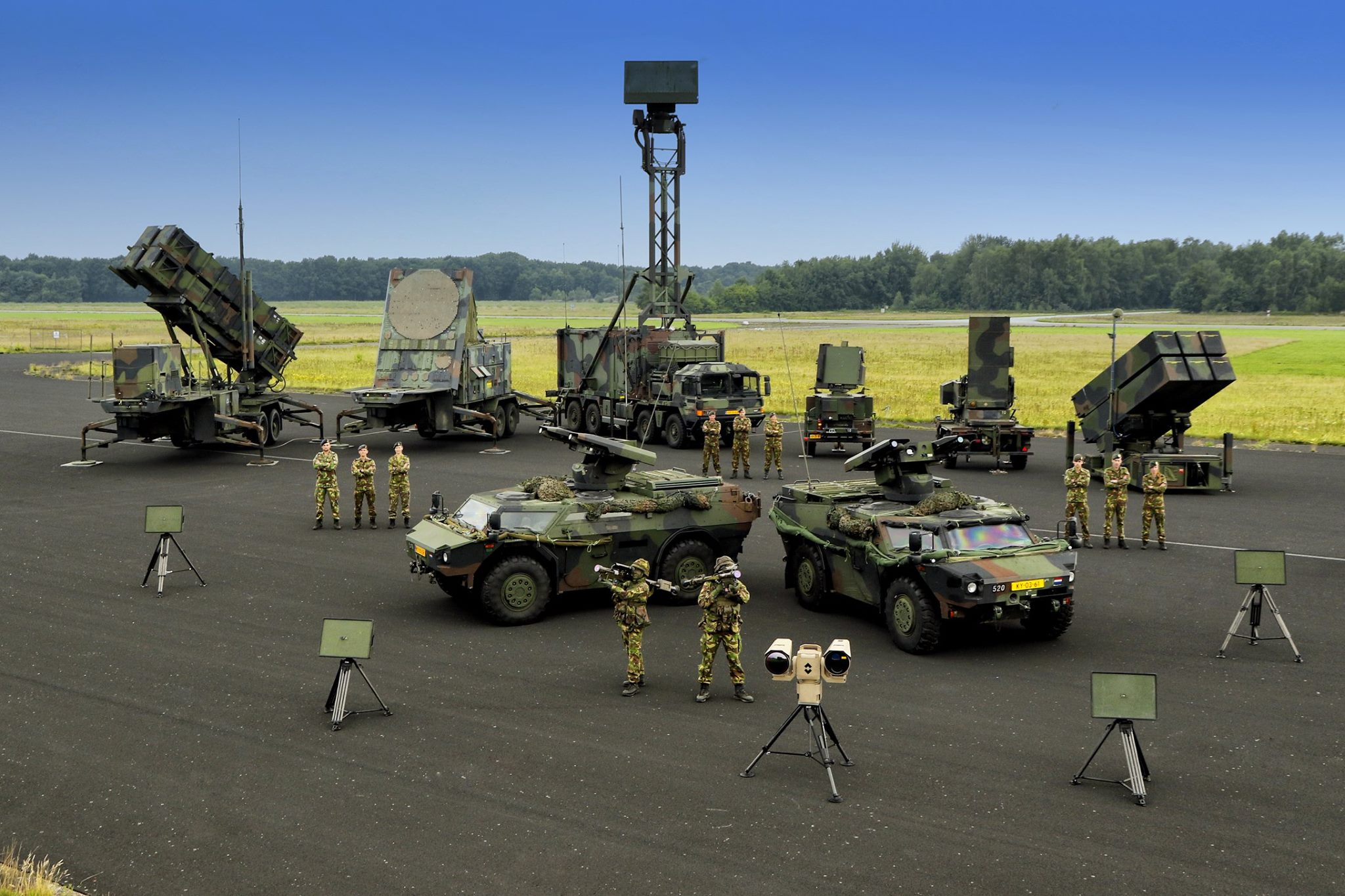
各種防空武器

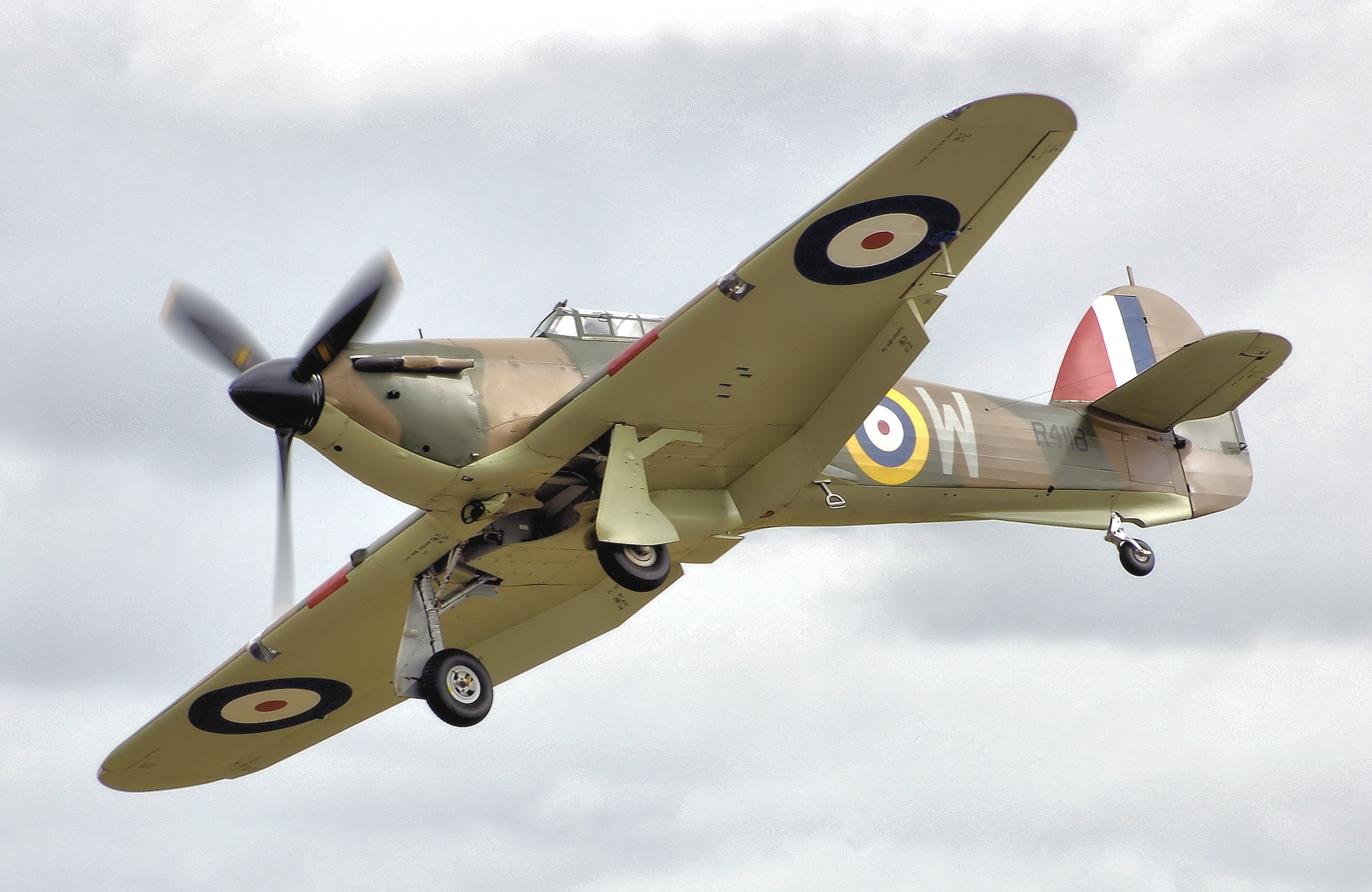
颶風戰鬥機是英國在二次大戰期間的主力攔截機，主要負責攻擊德國的轟炸機，防禦英國本土

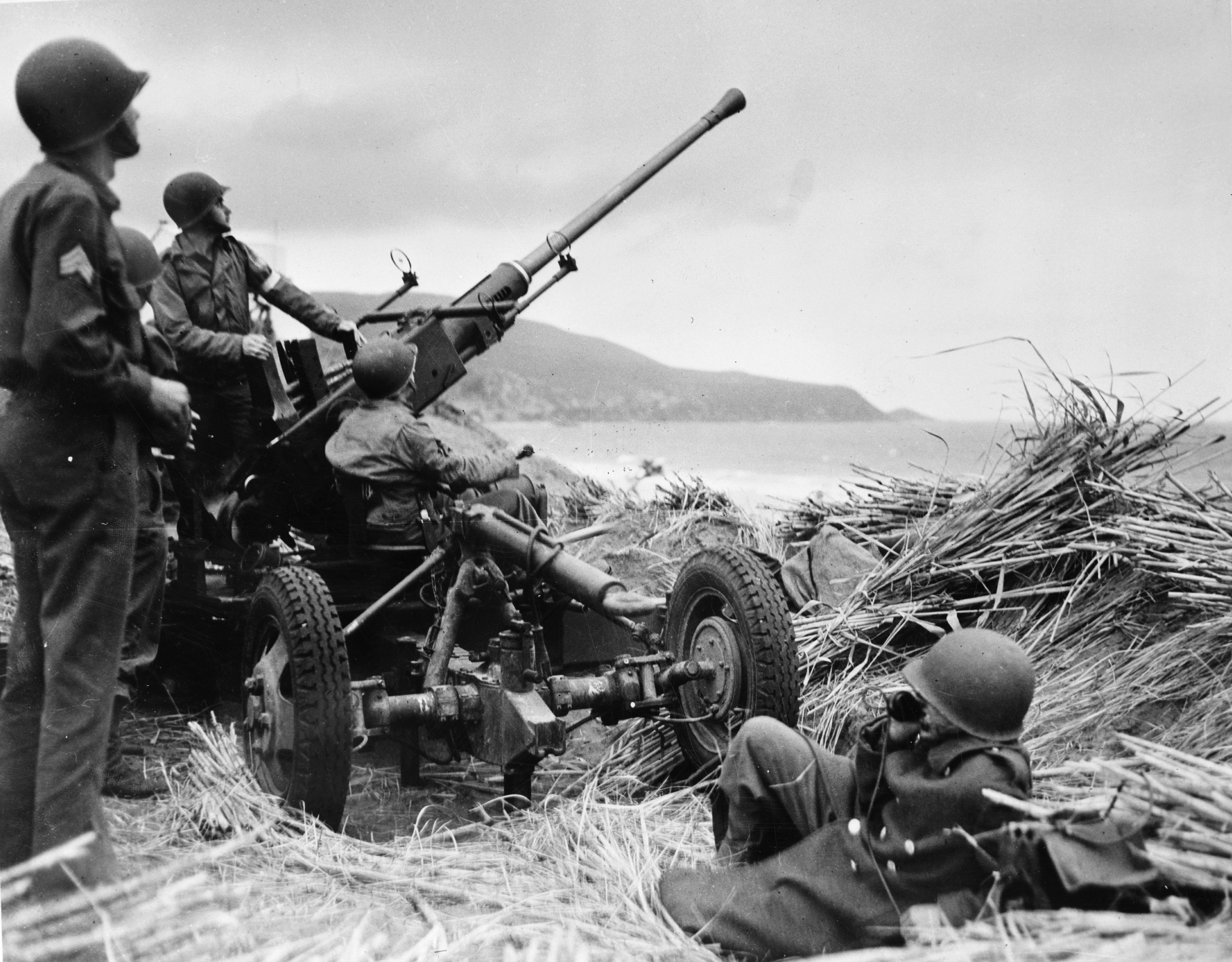
美军防空部队士兵守在博福斯40毫米高射炮旁侧

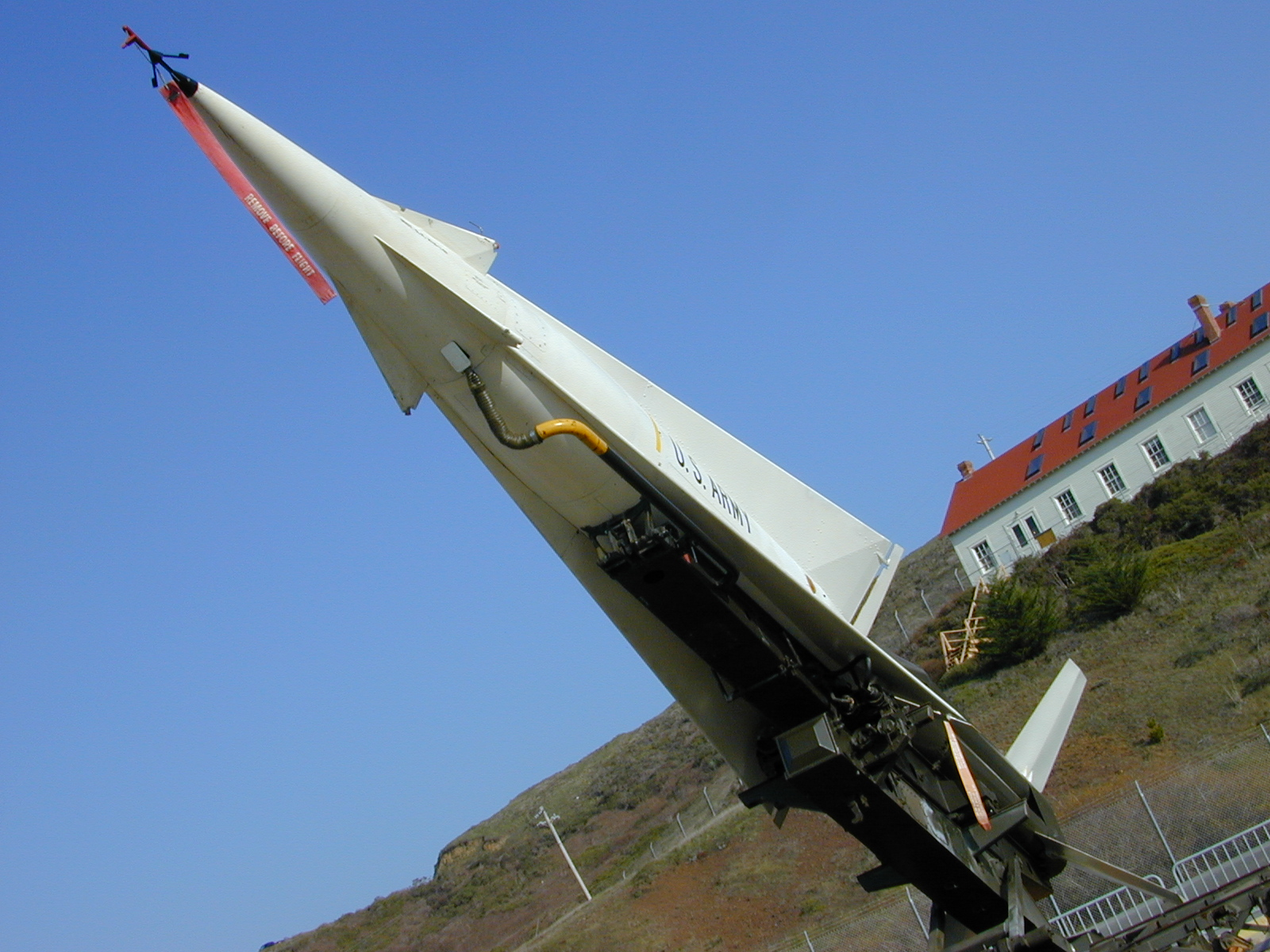
勝利女神飛彈是1950至1970年代北約陣營主要的長程防空飛彈

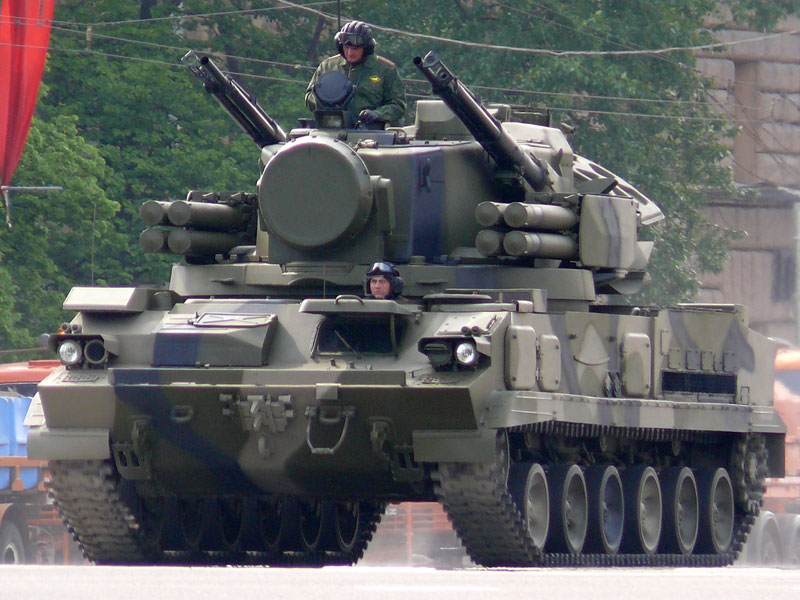
2K22通古斯卡自行高射炮是1980年代至今俄羅斯的主要野戰防空兵器，結合雷達，高射砲，與短程飛彈於一身

防空战（英語：Anti-Air Warfare 或 Air Defence）是為防阻、消滅或減低敵方空襲效果所採之一切措施。 包括從地面（水面）、水下、以及空中發射的武器系統，與武器搭配的偵測系統，指揮管制系統，以及被動的防禦手段。飛彈防禦是防空的延伸，目標是讓防空系統不只攔截飛行器，也能攔截任何空中的投射體（飛彈、火箭炮彈，甚至砲彈）

## 概述
防空作為依戰略可分類為以下兩大類型

### 主動防空
主動防空是以主動的手段來對付敵方的空中威脅，將其破壞或削弱其戰鬥效果。
主動防空的核心命題，就是偵測與攻擊敵方的飛行器或其他空中威脅。有鑑於20世紀飛行器科技的快速演進，用以對抗的防空技術也不斷的推陳出新。主要有以下幾個面向：
- 偵測手段：一次大戰時代，人們曾經以哨兵攜帶望遠鏡或以聲音測位器偵測引擎噪音得知敵機來襲。1930年代開始實用化的雷達技術將對空偵測的範圍大幅的擴展。冷戰時代壓制雷達偵測的戰術出現之後，光電尋標系統（英语：Electro-optical targeting system）被應用於輔助雷達偵測與鎖定敵機。
- 攻擊手段：包括以攔截機對敵機發起空戰，從地面或船艦以各式機槍、高射砲、飛彈射擊敵機，以及用電子作戰干擾敵飛彈或無人戰鬥航空載具等。直到1950年代，防空的主要武器都是無導引的槍砲或火箭彈。之後飛彈成為主流（除了在極短距離內的近程防禦武器系統仍然使用槍砲作為攻擊手段）。槍炮的彈頭與引信種類，飛彈導引的手段，從過去到現在都非常的多樣化。
- 射擊計算：和地面或水面作戰相比，防空作戰的目標是在三維空間當中移動，所以要令射彈擊中目標，只有幾種方法：以大量射彈形成火網等敵機撞上來；同時計算射彈與目標的速度跟方向來預測瞄準點；要不就是設法導引射彈去追蹤目標。一次大戰時代的高射砲只能製造火網，在二次大戰時代開始出現嘗試從目標速度與方向預測槍砲瞄準點的類比計算機。當飛彈出現之後則產生了整合雷達與射擊參數解算的射控系統，即使是無導引的高射砲也得益於射控系統的進步而大幅提高擊殺機率。
- 指揮與管制：在二次大戰開戰前英國建立了世界最早的雷達監視網以及一個整合指揮空軍機隊與陸軍防空武器的體系（道丁系統）。冷戰時期東西方陣營都致力於建構大規模的預警雷達網，並且延伸到以人造衛星進行的監控（例如北美防空司令部）。作戰管制的部份，包括確立空中的交戰規則，建立敵友識別系統以防友軍誤擊等軟體方面的建設。

陸基防空系統有多種部署方式:
- 野戰防空：地面部隊使用其建制武器進行自衛射擊，例如步兵單位可能以重機槍或可攜式防空飛彈射擊，旅級或師級部隊當中的防空單位以高射炮或自走防空系統射擊。
- 點防空：對於較大規模的地面部隊，水面或水下載台，或者重要設施，使用其配屬的專業防空武器進行射擊。
- 區域防空：在統一的指揮管制體系之下，結合所有戰區內的偵測手段與高中低空火力來覆蓋整個戰區的空域。

### 被動防空
被動防空是以被動的手段來防護人員、重要設施、裝備等等，降低敵方空襲的效果。常見的手段包括：
- 強化的建築體：例如防空洞。
- 隱蔽與欺敵：例如軍事偽裝，將重要設施偽裝到無法從空中辨認，或搭配燈火管制設立假目標吸引敵方空襲。
- 阻絕作為：在二次大戰初期曾有防空氣球與大範圍的人造煙幕試圖阻止敵機進入低空。
- 疏散有生力量：將部隊與裝備分散開來降低空襲的損失。